# Maeda Atsuko
Maeda Atsuko (前田敦子 (Tiền Điền Đôn Tử)), sinh ngày 10 tháng 7 năm 1991, hay còn gọi là Acchan (あっちゃん), là một nữ ca sĩ, diễn viên Nhật Bản. Cô là cựu thành viên của nhóm nhạc nữ thần tượng Nhật Bản AKB48 và một trong những thành viên nổi bật nhất trong nhóm vào thời điểm đó, được coi là "át chủ bài" và "Gương mặt đại diện" của nhóm. Sau khi tốt nghiệp AKB48 vào ngày 27 tháng 8 năm 2012. Maeda kể từ đó tiếp tục với sự nghiệp ca hát và diễn xuất

## Sự nghiệp

### AKB48
Maeda sinh ra ở Ichikawa, Chiba. Ở tuổi 14, Maeda trở thành thành viên Team A - đội đầu tiên của AKB48, bao gồm 24 cô gái ra mắt vào ngày 8 tháng 12 năm 2005. 

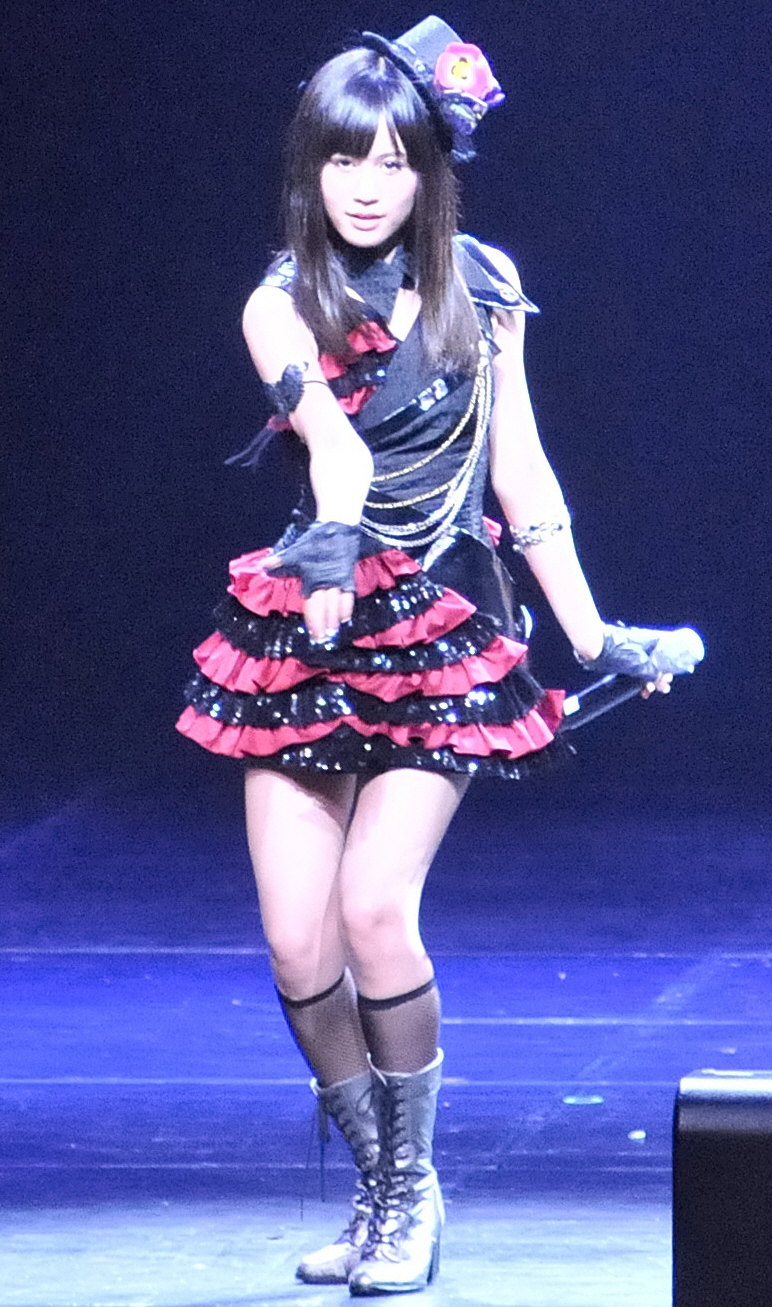
Maeda biểu diễn cùng AKB48 năm 2011

Trong năm 2009, Maeda đạt hạng 1 cho cuộc tổng tuyển cử đầu tiên của nhóm, cô trở thành Center cho single thứ 13 "Iiwake Maybe". Tại tổng tuyển cử thứ 2, cô đạt hạng 2, nhưng vẫn giữ vị trí quan trọng trong đội hình cho single thứ 17 "Heavy Rotation". Cuối năm đó, AKB48 tổ chức Janken Taikai (Đại hội Oẳn tù tì) để tìm ra vị trí Senbatsu của single thứ 19 "Chance no Junban", Maeda đạt hạng 15 chung cuộc, cô cũng giành chiến thắng cuộc tổng tuyển cử thứ 3 vào năm 2011
Maeda cũng là một trong những thành viên xuất hiện trong hầu hết các single của nhóm từ khi AKB48 được thành lập. Nhưng sự xuất hiện này đã bị cắt đứt khi cô thua đội trưởng Team K Akimoto Sayaka tại Đại hội Oẳn tù tì cho Single thứ 24 "Ue Kara Mariko"
Vào ngày 25 tháng 3 năm 2012, trong buổi concert của AKB48 tại Saitama Super Arena, cô thông báo sẽ tốt nghiệp. Điều này đã gây xôn xao dư luận dẫn đến tin đồn (sau này được xác nhận là sai) một sinh viên trường Đại học Tokyo đã tự tử khi nghe tin cô sẽ tốt nghiệp. AKB48 thông báo lễ tốt nghiệp của cô sẽ diễn ra ở Tokyo Dome, vốn là nơi AKB48 mơ ước hướng tới. Album "1830m" cũng được ra mắt, con số "1830m" dùng để diễn tả độ dài của người hâm mộ đến bắt tay cô trong cuộc bắt tay cuối cùng của cô. Trong buổi diễn cuối cùng, đã có 229.096 người đặt vé vào buổi lễ tốt nghiệp AKB48 của cô diễn ra tại nhà hát AKB48 được truyền hình trực tiếp trên Youtube.

### Sự nghiệp Solo
Vào ngày 23 tháng 4 năm 2011, Maeda thông báo cô sẽ ra mắt solo với single đầu tay "Flower ", phát hành vào ngày 22 tháng 6, single ra mắt tại số 1 trên bảng xếp hạng Oricon với 176.967 bản tuần đầu tiên. Tiếp đó là single thứ 2 " Kimi wa Boku da ", phát hành vào tháng 6 năm 2012, là đĩa đơn solo cuối cùng của Maeda khi còn là thành viên của AKB48, single ra mắt ở vị trí thứ 2 trên bảng xếp hạng Oricon và đạt vị trí số 1 trên Billboard Japan Hot 100.
Vào ngày 15 tháng 6 năm 2013, tại sự kiện bắt tay của AKB48 được tổ chức tại Makuhari Messe, AKB48 thông báo Maeda sẽ xuất hiện với tư cách khách mời đặc biệt trong chuỗi concert mùa hè của nhóm tại Sapporo Dome vào ngày 31 tháng 7. Ở đó, cô ra mắt single thứ 3, " Time Machine Nante Iranai "(タイムマシンなんていら Taimu Mashin Nante Iranai ?), mà sau này được phát hành vào ngày 18/9, sau đó được chọn làm bài hát chủ đề cho live-action chuyển thể từ Yamada-kun to 7-nin no Majo (Yamada và bảy phù thủy). "Time Machine Nante Iranai" đạt vị trí số 1 trên bảng xếp hạng Oricon hàng ngày, và số 2 trên bảng xếp hạng Oricon Weekly. Trên bảng xếp hạng Billboard Japan Hot 100, single đứng vị trí số 1
Đĩa đơn thứ 4 "Seventh Code" được phát hành vào ngày 5 tháng 3 năm 2014, được sử dụng làm bài hát chủ đề của bộ phim "Seventh Code" mà Maeda đóng vai chính. Nó ra mắt ở vị trí thứ 4 trên bảng xếp hạng Oricon và đạt vị trí thứ ba trên Billboard Japan Hot 100.
Vào ngày 12 tháng 12 năm 2015, có thông báo album đầu tiên của cô sẽ được phát hành vào cuối năm sau. Cuối cùng, album được ấn định phát hành vào ngày 22 tháng 6 năm 2016.

### Sự nghiệp diễn xuất

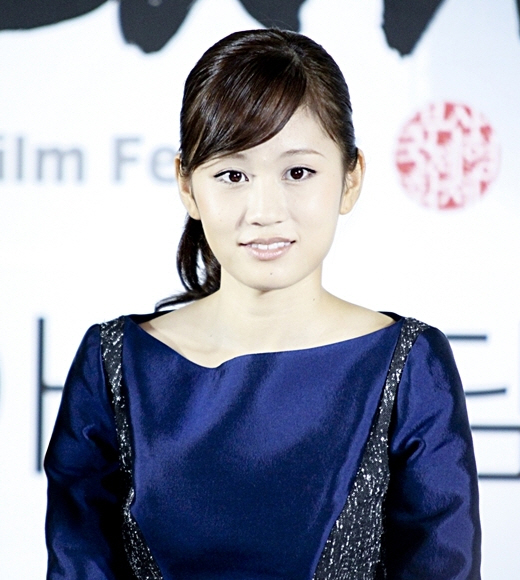
Maeda năm 2013

Năm 2007, Maeda đóng vai phụ trong bộ phim Ashita no Watashi no Tsukurikata, đây là phim đầu tay của cô với tư cách là một diễn viên. Cô đóng vai chính trong bộ phim Moshidora năm 2011 và xuất hiện trong bộ phim Kueki Ressha của Yamashita Nobuhiro năm 2012. Cô cũng đóng vai chính trong bộ phim kinh dị The Complex của Nakata Hideo năm 2013. Có thông tin cô đóng chung với Lương Triều Vỹ trong bộ phim 1905 của Kurosawa Kiyoshi.
Năm 2013, Maeda đóng vai chính trong một loạt video ID 30 giây cho Music On! TV nơi cô đóng vai Tamako, một sinh viên tốt nghiệp Đại học Tokyo, người không tìm được việc làm và sống ở nhà, nơi cô chỉ ăn và ngủ, trong suốt bốn mùa. Đây trở thành một bộ phim truyền hình đặc biệt, và được phát triển thành một bộ phim chính thức, Tamako in Moratorium, bộ phim cuối cùng được lên kế hoạch ra rạp vào tháng 11
Maeda đóng vai chính trong bộ phim Seventh Code, nơi cô đóng vai một phụ nữ Nhật Bản tại Nga đang cố gắng để theo dõi một người đàn ông cô gặp trước đó. Bộ phim được trình chiếu tại Liên hoan phim Rome vào tháng 11 năm 2013, và được phát hành trong một buổi chiếu ngắn vào tháng 1 năm 2014. Cô phát hành một đĩa đơn cùng tên vào ngày 5 tháng 3.
Vào tháng 5 năm 2015, Maeda được chọn vào vai nữ chính Yoshizawa Kyoko của bộ anime và manga Dokonjō Gaeru, chuyển thể từ bộ manga nổi tiếng cùng tên của tác giả Yoshizawa Yasumi do đài NTV sản xuất.
Năm 2016, cô đảm nhận vai chính bộ phim truyền hình "Busujima Yuriko no Sekirara Nikki" trên đài TBS. Tập đầu tiên được phát sóng vào ngày 20 tháng 4 năm 2016.
Năm 2019, cô tham gia phim To the Ends of the Earth (旅 の お わ り 世界 の は じ ま り), đóng vai Yoko -một người dẫn chương trình truyền hình và sẽ là ca sĩ đến Uzbekistan cùng một nhóm nhỏ để quay một bộ phim tài liệu du lịch. Trong phim, cô hai lần hát bài Hymne à l'amour (với lời bài hát tiếng Nhật) của Édith Piaf, kể cả trong đêm chung kết.

## Đời tư
Maeda Atsuko kêt hôn với diễn viên Katsuji Ryo vào tháng 7/2018, Cô sinh con trai đầu lòng vào ngày 4 tháng 3 năm 2019, trùng với kỷ niệm 10 năm phát hành bài hát AKB48 mà cô làm center, 10nen Sakura.Ngày 23/4/2021, Maeda Atsuko ly hôn chồng sau 3 năm gắn bó.

## Danh sách đĩa nhạc

### Đĩa đơn solo
| Ngày phát hành      | Tên                         | Vị trí xếp hạng            | Vị trí xếp hạng         | Vị trí xếp hạng          | Vị trí xếp hạng | Oricon sales  | Oricon sales |
| Ngày phát hành      | Tên                         | OriconWeekly Singles Chart | Billboard Japan Hot 100 | RIAJ Digital Track Chart | TWNCombo        | Tuần đầu tiên | Tổng         |
| ------------------- | --------------------------- | -------------------------- | ----------------------- | ------------------------ | --------------- | ------------- | ------------ |
| 22 tháng 6 năm 2011 | "Flower"                    | 1                          | 1                       | 5                        | —               | 176,967       | 213,787      |
| 20 tháng 6 năm 2012 | "Kimi wa Boku Da"           | 2                          | 1                       | 4                        | —               | 136,212       | 170,944      |
| 18 tháng 9 năm 2013 | "Time Machine Nante Iranai" | 2                          | 1                       |                          | 15              | 60,687        | 79,081       |
| 5 tháng 3 năm 2014  | "Seventh Chord"             | 4                          | 3                       |                          | —               | 42,784        | 53,286       |

### AKB48
| Year | #     | Tên                                              | Vai trò                                    | Chú thích |
| ---- | ----- | ------------------------------------------------ | ------------------------------------------ | --- |
| 2006 | Ind-1 | "Sakura no Hanabiratachi"                        | A-side                                     | |
| 2006 | Ind-2 | "Skirt, Hirari"                                  | A-side, Center                             | Một trong 7 thành viên hát ca khúc chủ đề. |
| 2006 | 1     | "Aitakatta"                                      | A-side, Center                             | |
| 2007 | 2     | "Seifuku ga Jama o Suru"                         | A-side, Center                             | |
| 2007 | 3     | "Keibetsu Shiteita Aijō"                         | A-side, Center                             | |
| 2007 | 4     | "Bingo!"                                         | A-side, Center                             | |
| 2007 | 5     | "Boku no Taiyō"                                  | A-side, Center                             | |
| 2007 | 6     | "Yūhi o Miteiru ka?"                             | A-side, Center                             | |
| 2008 | 7     | "Romance, Irane"                                 | A-side, Center                             | |
| 2008 | 8     | "Sakura no Hanabiratachi 2008"                   | A-side, Center                             | |
| 2008 | 9     | "Baby! Baby! Baby!"                              | A-side, Center                             | |
| 2008 | 10    | "Ōgoe Diamond"                                   | A-side.                                    | |
| 2009 | 11    | "10nen Sakura"                                   | A-side, Center                             | Đồng thời hát "Sakurairo no Sora no Shita de", Shared center with Matsui Jurina of SKE48                                                               |
| 2009 | 12    | "Namida Surprise!"                               | A-side, Center                             | |
| 2009 | 13    | "Iiwake Maybe"                                   | A-side, Center                             | Xếp hạng 1 cuộc tổng tuyển cử 2009 |
| 2009 | 14    | "River"                                          | A-side, Center                             | |
| 2010 | 15    | "Sakura no Shiori"                               | A-side, Center                             | Đồng thời hát "Majisuka Rock 'n' Roll" |
| 2010 | 16    | "Ponytail to Shushu"                             | A-side, Center                             | Đồng thời hát "Majijo Teppen Blues" |
| 2010 | 17    | "Heavy Rotation"                                 | A-side                                     | Xếp hạng 2 cuộc tổng tuyển cử 2010, Đồng thời hát "Yasai Sisters" and "Lucky Seven"                                                                    |
| 2010 | 18    | "Beginner"                                       | A-side, Center, Mint                       | Đồng thời hát "Kimi ni Tsuite" as subgroup Mint. |
| 2010 | 19    | "Chance no Junban"                               | A-side                                     | Đứng thứ 15 trong giải đấu oẳn tù tì, Đồng thời hát "Yoyakushita Christmas" and "Kurumi to Dialougue"                                                  |
| 2011 | 20    | "Sakura no Ki ni Narō"                           | A-side, Center, Mint                       | Đồng thời hát "Kiss Made 100 Mile" as Mint. |
| 2011 | –     | "Dareka no Tame ni – What can I do for someone?" | –                                          | Single từ thiện |
| 2011 | 21    | "Everyday, Katyusha"                             | A-side, Center                             | Đồng thời hát "Korekara Wonderland" and "Yankee Soul"                                                                                                  |
| 2011 | 22    | "Flying Get"                                     | A-side, Center                             | Xếp hạng 1 cuộc tổng tuyển cử 2011, Đồng thời hát "Seishun to Kizukanai Mama", "Ice no Kuchizuke", "Yasai Uranai"                                      |
| 2011 | 23    | "Kaze wa Fuiteiru"                               | A-side, Center                             | |
| 2011 | 24    | "Ue kara Mariko"                                 | B-side                                     | Did not participate in title song; lineup was determined by rock-paper-scissors tournament; hát "Noël no Yoru" và "Rinjin wa Kizutsukanai" cùng Team A |
| 2012 | 25    | "Give Me Five!"                                  | A-side (Baby Blossom), Center, Selection 6 | Played rhythm guitar in Baby Blossom; Đồng thời hát "Sweet & Bitter" as Selection 6                                                                    |
| 2012 | 26    | "Manatsu no Sounds Good!"                        | A-side, Center                             | Không tham gia cuộc Tổng tuyển cử năm 2012. |
| 2012 | 27    | "Gingham Check"                                  | B-side                                     | Không tham gia vào bài hát chủ đề, bài hát "Yume no Kawa" là bài hát tốt nghiệp của cô                                                                 |
| 2016 | 43    | "Kimi wa Melody"                                 | A-side                                     | Là đĩa đơn kỷ niệm 10 năm, tham gia với tư cách thành viên tốt nghiệp.                                                                                 |

### DVD
- Mubōbi (2011)

## Danh sách các chương trình truyền hình tham gia

### Phim
| Năm  | Tên phim                                       | Vai diễn              |
| ---- | ---------------------------------------------- | --------------------- |
| 2008 | Nasu Shōnenki                                  | Megumi Sasahara       |
| 2011 | Drucker in the Dug-Out                         | Minami Kawashima      |
| 2012 | The Drudgery Train                             | Yasuko Sakurai        |
| 2013 | 1905                                           |                       |
| 2013 | The Complex                                    | Asuka Ninomiya        |
| 2013 | Tamako in Moratorium                           | Tamako Sakai          |
| 2013 | Pokémon: Eevee and Friends                     | Narrator              |
| 2013 | Seventh Code                                   | Akiko                 |
| 2014 | Eight Ranger 2                                 | Saigo Jun             |
| 2014 | As the Gods Will                               | Maneki-neko (voice)   |
| 2015 | Kabukicho Love Hotel                           | Saya Iijima           |
| 2015 | Initiation Love                                | Mayuko "Mayu" Naruoka |
| 2016 | The Mohican Comes Home                         | Yuka                  |
| 2016 | Shin Godzilla                                  | Refugee               |
| 2017 | Mukoku                                         | Kazuno                |
| 2017 | Before We Vanish                               | Asumi Kase            |
| 2017 | The Last Shot in the Bar                       | Reiko Suwa            |
| 2018 | Dynamite Graffiti                              | Makiko                |
| 2018 | Flea-picking Samurai                           | Ochie                 |
| 2018 | Eating Women                                   | Tamiko Shirako        |
| 2019 | To the Ends of the Earth                       | Yōko                  |
| 2019 | Masquerade Hotel                               |                       |
| 2019 | The Master of Funerals                         | Yukiko Watanabe       |
| 2019 | Almost a Miracle                               |                       |
| 2019 | The Confidence Man JP: The Movie               | Suzuki-san            |
| 2020 | The Confidence Man JP: Episode of the Princess | Suzuki-san            |
| 2021 | Caution, Hazardous Wife: The Movie             |                       |
| 2021 | Remain in Twilight                             | Mikie                 |
| 2021 | DIVOC-12                                       |                       |

### Phim truyền hình
- Swan no Baka!: Sanmanen no Koi (2007)
- Shiori to Shimiko no Kaiki Jikenbo (2008)
- Taiyo to Umi no Kyoshitsu (2008)
- Majisuka Gakuen (2010)
- Ryōmaden (2010)
- Q10 (2010)
- Sakura Kara no Tegami (2011)
- Hanazakari no Kimitachi e (2011)
- Majisuka Gakuen 2 (2011)
- Saikou no Jinsei (2012)
- Kasuka na Kanojo (2013)
- Nobunaga Concerto Episode 3 (2014)
- Leaders (2014) - Misuzu Shimabara
- Kageri Yuku Natsu (2015) – Yu Kahara
- Dokonjō Gaeru (2015)
- Majisuka Gakuen 5 (2015)
- Busujima Yuriko no Sekirara Nikki (2016) - Yuriko Busujima
- Gou Gou, The Cat 2 - Iida (2016)
- Shuukatsu Kazoku(2017)[32]
- Inspector Zenigata - Thám tử Natsuki Sakuraba (2017)
- Leaders 2 (2017) - Misuzu Shimabara
- The Legendary Mother (2020)

### TV Show
- AKBingo! (2008–2012)
- Shukan AKB (2009–2012)
- AKB48 Nemōsu TV (2008–2012)
- Gachi Gase (2012)

### Phim tài liệu
- Documentary of AKB48: The Future 1 mm Ahead (2011)
- Documentary of AKB48: To Be Continued (2011)
- Documentary of AKB48: Show Must Go On (2012)
- Documentary of AKB48: No Flower Without Rain (2013)

### Chương trình radio
- Atsuko Maeda's Heart Songs (2010–2013)

### Sách ảnh
- Hai. (はいっ。)
- Acchan (あっちゃん)
- Maeda Atsuko (前田敦子)
- ATSUKO
- Bukiyou (不器用)
- Acchan (Memorial Photobook) (あっちゃん)

## Giải thưởng và thành tựu
| Năm  | Giải thưởng                                       | Hạng mục                                    | Đề cử                                     | Kết quả   |
| ---- | ------------------------------------------------- | ------------------------------------------- | ----------------------------------------- | --------- |
| 2010 | BLOG of the year                                  | Female section                              | Bản thân                                  | Đoạt giải |
| 2011 | 35th Japan Academy Prize                          | Popularity Award (Actor Category)           | Moshidora                                 | Đoạt giải |
| 2011 | Japanese Movie Critics Awards                     | New artist award                            | Bản thân                                  | Đoạt giải |
| 2011 | International Jewellery Tokyo                     | teenage department                          | Bản thân                                  | Đoạt giải |
| 2011 | VOCE BEAUTY AWARDS                                | THE BEST BEAUTY OF THE YEAR (special award) | Bản thân                                  | Đoạt giải |
| 2012 | 4th TAMA Film Award                               | Best Emerging Actress Award                 | Bản thân (vai Kueki Ressha)               | Đoạt giải |
| 2012 | 22nd Japan Film Professional Awards               | Best Actress                                | Bản thân (vai Kueki Ressha)               | Đoạt giải |
| 2012 | Foreign Movie Import and Distribution Association | Foreign Movie Best Supporter Award          | Bản thân                                  | Đoạt giải |
| 2013 | 23rd Japan Film Professional Awards               | Best Actress                                | Tamako in Moratorium                      | Đoạt giải |
| 2014 | Selfish theater award                             | Actress award                               | Sun 2068                                  | Đoạt giải |
| 2016 | 11th Asian Film Awards                            | Best Supporting Actress                     | The Mohican Comes Home Japan              | Đề cử     |
| 2016 | 3rd Inter Pet Best Pet Smile Award                | Best Pet Smile Award                        | Bản thân                                  | Đoạt giải |
| 2017 | Best Formerist Award                              | female section                              | Bản thân                                  | Đoạt giải |
| 2019 | TAMA Film Awards                                  | Best Actress                                | Bản thân                                  | Đoạt giải |
| 2019 | Fumiko Yamaji Film Award                          | Best Actress                                | To the Ends of the Earth Almost a Miracle | Đoạt giải |